# Lichena dealbata
Lichena dealbata är en insektsart som först beskrevs av William Lucas Distant 1881.  Lichena dealbata ingår i släktet Lichena och familjen Flatidae.

## Underarter
Arten delas in i följande underarter:
- L. d. curvilineata
- L. d. decolorata
- L. d. dorsimaculata
- L. d. fasciata
- L. d. lineola